# Liste der ÖRK-Mitgliedskirchen in Asien
Die Liste der ÖRK-Mitgliedskirchen in Asien erfasst die Mitglieder des Ökumenischen Rats der Kirchen, geordnet nach den Staaten, in denen sie ihren Hauptsitz haben. Die ÖRK-Region Asien schließt Australien und Neuseeland mit ein.
| Hauptsitz (Staat)       | Kirche                                                                | Kirchenfamilie                                | Mitgliederzahl |
| ----------------------- | --------------------------------------------------------------------- | --------------------------------------------- | -------------- |
| Australien              | Anglikanische Kirche von Australien                                   | Anglikanische Kirchen                         | 3.881.000      |
| Australien              | Kirchen Christi in Australien                                         | Jünger Christi / Kirchen Christi              | 40.000         |
| Australien              | Unionskirche in Australien                                            | Vereinigte und sich vereinigende Kirchen      | 350.000        |
| Bangladesh              | Sangha-Baptistenkirche von Bangladesch                                | Baptistengemeinden                            | 23.092         |
| Bangladesh              | Kirche von Bangladesch                                                | Vereinigte und sich vereinigende Kirchen      | 15.622         |
| China                   | Chinesischer Christenrat                                              | Vereinigte und sich vereinigende Kirchen      | 26.000.000     |
| China (S.A.R. Hongkong) | Rat der Kirche Christi in China, Hongkong                             | Vereinigte und sich vereinigende Kirchen      | 30.000         |
| Indien                  | Baptistenkonvent von Bengal-Orissa-Bihar                              | Baptistengemeinden                            | 9.500          |
| Indien                  | Kirche von Nordindien                                                 | Vereinigte und sich vereinigende Kirchen      | 1.500.000      |
| Indien                  | Kirche von Südindien                                                  | Vereinigte und sich vereinigende Kirchen      | 3.500.000      |
| Indien                  | Orthodox-Syrische Kirche von Malankara                                | Orientalisch-orthodoxe Kirchen                | 2.000.000      |
| Indien                  | Syrische Mar-Thoma-Kirche von Malabar                                 |                                               | 1.061.940      |
| Indien                  | Methodistische Kirche in Indien                                       | Methodistische Kirchen                        | 648.000        |
| Indien                  | Bund der Telugu-Baptistengemeinden                                    | Baptistengemeinden                            | 844.150        |
| Indien                  | Vereinigte Evangelisch-Lutherische Kirchen in Indien                  | Lutherische Kirchen                           | 1.500.000      |
| Indien                  | Rat der Baptistenkirchen in Nordost-Indien                            | Baptistengemeinden                            | 1.200.000      |
| Indonesien              | Kirche der Christlichen Batak-Gemeinschaft (GPKB)                     | Lutherische Kirchen                           | 20.000         |
| Indonesien              | Christliche Kirche in Mittelsulawesi (GKST)                           | Reformierte Kirchen                           | 188.000        |
| Indonesien              | Christliche Kirche von Sumba (GKS)                                    | Reformierte Kirchen                           | 256.000        |
| Indonesien              | Evangelische Kirche in Minahasa (GMIM)                                | Reformierte Kirchen                           | 730.000        |
| Indonesien              | Christlich-Protestantische Angkola-Kirche (GKPA)                      | Lutherische Kirchen                           | 28.295         |
| Indonesien              | Christlich-Protestantische Kirche in Indonesien (GKPI)                | Lutherische Kirchen                           | 348.575        |
| Indonesien              | Christliche Kirche von Ostjava (GKJW)                                 | Reformierte Kirchen                           | 130.000        |
| Indonesien              | Evangelisch-Christliche Kirche in Halmahera                           | Reformierte Kirchen                           | 300.000        |
| Indonesien              | Evangelisch-Christliche Kirche in Tanah Papua                         | Reformierte Kirchen                           | 600.000        |
| Indonesien              | Indonesische Christliche Kirche (GKI)                                 | Reformierte Kirchen                           | 220.000        |
| Indonesien              | Indonesische Christliche Kirche (HKI)                                 | Lutherische Kirchen                           | 342.300        |
| Indonesien              | Christliche Kirchen von Java (GKJ)                                    | Reformierte Kirchen                           | 230.000        |
| Indonesien              | Evangelische Kirche auf Kalimantan                                    | Reformierte Kirchen                           | 245.035        |
| Indonesien              | Protestantische Kirche der Karo-Batak (GBKP)                          | Reformierte Kirchen                           | 276.912        |
| Indonesien              | Methodistische Kirche in Indonesien                                   | Methodistische Kirchen                        | 119.000        |
| Indonesien              | Protestantisch-Christliche Kirche von Nias                            | Lutherische Kirchen                           | 367.721        |
| Indonesien              | Christliche Kirche von Pasundan                                       | Reformierte Kirchen                           | 33.000         |
| Indonesien              | Protestantisch-Christliche Batak-Kirche (HKBP)                        | Lutherische Kirchen                           | 3.500.000      |
| Indonesien              | Protestantisch-Christliche Kirche auf Bali                            | Reformierte Kirchen                           | 12.000         |
| Indonesien              | Protestantische Kirche in Indonesien (GPI)                            | Reformierte Kirchen                           | ?              |
| Indonesien              | Protestantische Kirche in Südostsulawesi                              | Reformierte Kirchen                           | 30.000         |
| Indonesien              | Protestantische Kirche der Molukken                                   | Reformierte Kirchen                           | 575.000        |
| Indonesien              | Protestantische Kirche in Westindonesien                              | Reformierte Kirchen                           | 600.000        |
| Indonesien              | Protestantisch-Evangelische Kirche auf Timor                          | Reformierte Kirchen                           | 2.000.000      |
| Indonesien              | Protestantisch-Christliche Kirche Simalungun                          | Lutherische Kirchen                           | 201.000        |
| Indonesien              | Kirche von Toraja                                                     | Reformierte Kirchen                           | 350.000        |
| Indonesien              | Christlich-Evangelische Kirche der Sangihe- und Talaud-Inseln (GMIST) | Reformierte Kirchen                           | 198.200        |
| Japan                   | Anglikanische Gemeinschaft in Japan                                   | Anglikanische Kirchen                         | 57.003         |
| Japan                   | Koreanische Christliche Kirche in Japan                               | Vereinigte und sich vereinigende Kirchen      | 7.160          |
| Japan                   | Japanische Orthodoxe Kirche                                           | Östlich-orthodoxe Kirchen                     | 30.000         |
| Japan                   | Vereinigte Kirche Christi in Japan                                    | Vereinigte und sich vereinigende Kirchen      | 195.851        |
| Republik Korea          | Anglikanische Kirche von Korea                                        | Anglikanische Kirchen                         | 65.000         |
| Republik Korea          | Koreanische Methodistische Kirche                                     | Methodistische Kirchen                        | 1.500.000      |
| Republik Korea          | Presbyterianische Kirche in der Republik Korea                        | Reformierte Kirchen                           | 334.520        |
| Republik Korea          | Presbyterianische Kirche von Korea                                    | Reformierte Kirchen                           | 2.852.311      |
| Laos                    | Evangelische Kirche von Laos                                          | Evangelikale Bewegung                         | 100.000        |
| Malaysia                | Methodistische Kirche in Malaysia                                     | Methodistische Kirchen                        | 97.197         |
| Malaysia                | Protestantische Kirche in Sabah                                       | Lutherische Kirchen                           | 30.000         |
| Myanmar                 | Kirche der Provinz Myanmar                                            | Anglikanische Kirchen                         | 62.000         |
| Myanmar                 | Evangelische Kirche der Mara                                          | Reformierte Kirchen                           | 19.810         |
| Myanmar                 | Methodistische Kirche, Ober-Myanmar                                   | Methodistische Kirchen                        | 27.543         |
| Myanmar                 | Baptistenbund von Myanmar                                             | Baptistengemeinden                            | 650.293        |
| Neuseeland              | Anglikanische Kirche in Aotearoa-Neuseeland und Polynesien            | Anglikanische Kirchen                         | 65.000         |
| Neuseeland              | Baptistenunion von Neuseeland                                         | Baptistengemeinden                            | 42.800         |
| Neuseeland              | Vereinigte Kirchen Christi in Neuseeland                              | Jünger Christi / Kirchen Christi              | 2.000          |
| Neuseeland              | Methodistische Kirche von Aotearoa-Neuseeland                         | Methodistische Kirchen                        | 18.548         |
| Neuseeland              | Presbyterianische Kirche von Aotearoa-Neuseeland                      | Reformierte Kirchen                           | 29.000         |
| Pakistan                | Kirche von Pakistan                                                   | Vereinigte und sich vereinigende Kirchen      | 500.000        |
| Pakistan                | Presbyterianische Kirche von Pakistan                                 | Reformierte Kirchen                           | 400.000        |
| Philippinen             | Bund der Philippinischen Baptistenkirchen                             | Baptistengemeinden                            | 100.000        |
| Philippinen             | Bischöfliche Kirche auf den Philippinen                               | Anglikanische Kirchen                         | 125.000        |
| Philippinen             | Evangelisch-Methodistische Kirche auf den Philippinen                 | Methodistische Kirchen                        | 34.381         |
| Philippinen             | Philippinische Unabhängige Kirche                                     | Brüder-Unität und historische Friedenskirchen | 6.000.000      |
| Philippinen             | Vereinigte Kirche Christi auf den Philippinen                         | Vereinigte und sich vereinigende Kirchen      | 500.000        |
| Singapur                | Methodistische Kirche in Singapur                                     | Methodistische Kirchen                        | 32.236         |
| Sri Lanka               | Kirche von Ceylon                                                     | Anglikanische Kirchen                         | 50.000         |
| Sri Lanka               | Methodistische Kirche, Sri Lanka                                      | Methodistische Kirchen                        | 32.000         |
| Thailand                | Kirche Christi in Thailand                                            | Vereinigte und sich vereinigende Kirchen      | 130.000        |
| Timor-Leste (Ost-Timor) | Protestantische Kirche in Timor Lorosa’e                              | Reformierte Kirchen                           | 17.000         |
| Taiwan                  | Presbyterianische Kirche von Taiwan                                   | Reformierte Kirchen                           | 217.612        |